# 杜辛·古斯亞克
杜辛·古斯亞克（Dušan Kuciak，1985年5月21日—），斯洛伐克足球運動員，司職守門員，現時效力波蘭足球甲級聯賽球隊萊吉亞。

## 華斯雷
2008年6月26日，古斯亞克由斯利納以€800.000轉投華斯雷。起初球隊買他來取代遭停賽的Cristian Hăisan上戰賽季的首2場比賽，但由於他在圖圖盃和2場聯賽都有著的良好表現，教練決定繼續給予他正選。即使他失了37球，他還是在聯賽中其中一個最好的守門員，2008/2009賽季。在賽季結束後，他升任是隊長，因為Gabriel Canu從正選中退居後備。然而，當摩杜雲辭職後，新帥杜爾卡決定將隊長臂章交給Bogdan Buhuş。

## 生涯榮譽

### 施利納
- 斯洛伐克甲組聯賽：2003, 2004 , 2007
- 斯洛伐克超級盃：2003, 2004 , 2007

### 華斯雷
- 圖圖盃：2008

## 連結
- Profile at national-football-teams.com （页面存档备份，存于）

1. ↑  . Sells Goalkeeper Products.   [10 July 2014]. （原始内容存档于2014年7月14日）.